# Sunflower
Sunflower je australský dramatický film z roku 2023, který režíroval Gabriel Carrubba podle vlastního scénáře. Snímek měl světovou premiéru na filmovém festivalu v Sydney dne 15. června 2023.

## Děj
17letý Leo navštěvuje střední školu v Melbourne. Nekonfliktní mladík tráví volný čas s kamarády na skateboardu. O Lea má zájem jeho spolužačka Monique a tak ho pozve na večírek. Tam ale Leo zjistí, že ho více přitahuje jeho nejlepší kamarád Boof.

## Obsazení
| Liam Mollica         | Leo     |
| Luke J. Morgan       | Boof    |
| Daniel Halmarick     | Tom     |
| Olivia Fildes        | Monique |
| Nelson Blattman      | Gianni  |
| Elias Anton          | Derek   |
| Jacob Pontil-Scala   | Cam     |
| Mia Barrett          | Carly   |
| Mark Muo             | Remi    |
| Uisce Goriss-Dazeley | Pickles |

## Ocenění
- Mezinárodní filmový festival v Melbourne: zařazení mezi 10 nejlepších celovečerních filmů na Cenu diváků